# Geschichte des Fernsehens in Österreich

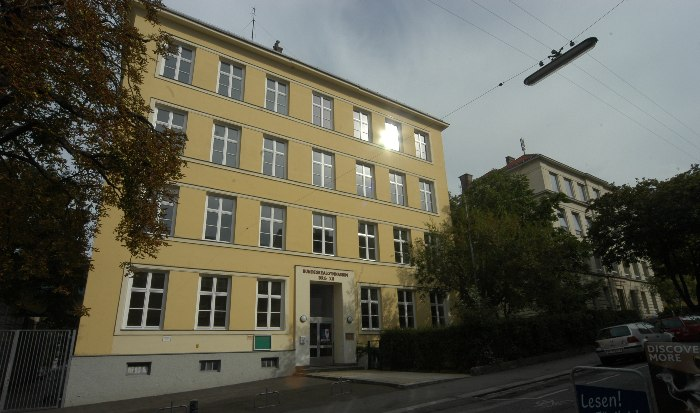
Schulgebäude Singrienergasse (Wien-Meidling): erstes TV-Studio des ORF

Die Geschichte des Fernsehens in Österreich besteht bis in die jüngere Vergangenheit im Wesentlichen aus der Geschichte des ORF. Der Österreichische Rundfunk geht historisch gesehen auf die in den 1920er Jahren begründete, nach dem Anschluss aufgelöste und 1945 wiedergegründete RAVAG zurück. Die Besatzungsmächte USA, Sowjetunion, Großbritannien und Frankreich übten nach dem Zweiten Weltkrieg rund zehn Jahre lang die Kontrolle über das Rundfunkwesen in Österreich aus. Als die Sendeanlagen wenige Monate vor Abschluss des Staatsvertrages an die Bundesregierung übergeben wurden, gründete sich die Vorform des heutigen ORF.
Die eigentliche Geschichte des Fernsehens in Österreich begann aber erst in der zweiten Hälfte der 1950er Jahre mit der Ausstrahlung der ersten Versuchsprogramme, der regelmäßige Fernsehbetrieb wurde 1958 aufgenommen. Im Laufe der 1960er Jahre entwickelte sich das Fernsehen zu einem beliebten Massenmedium. Der Einfluss auf Rundfunk und Fernsehen wurde zunächst nach Proporz zwischen den beiden regierenden Parteien, ÖVP und SPÖ aufgeteilt. Erst das Rundfunkvolksbegehren und die Alleinregierung unter Josef Klaus ebneten den Weg zum „reformierten Rundfunk“ mit weitgehend unabhängiger Berichterstattung. 1969 wurde mit der Ausstrahlung von Farbfernsehsendungen begonnen. Lange Zeit sperrten sich die Entscheidungsträger gegen die Einführung von Privatfernsehen, das viele auch noch zu Beginn der 1990er Jahre aufgrund des begrenzten Werbemarktes in Österreich für wirtschaftlich nicht überlebensfähig hielten. Erst im Jahr 2003 startete ATV als der erste private terrestrisch empfangbare Fernsehsender Österreichs.

## Zur Situation der Forschung
Bis heute existiert keinerlei systematische Fernsehgeschichtsschreibung in Österreich. Die Fernsehforschung (so werden seit Mitte der 1990er Jahre die Sprechzeiten der Parteien in der wichtigsten Informationssendung des ORF, der Zeit im Bild 1, statistisch erfasst und ausgewertet) beschränkt sich auf die Auswirkung des Mediums Fernsehen auf die politische Meinungsbildung, diese Art der Forschung ist eher sozialwissenschaftlich, als historiographisch geprägt. Es gibt in Österreich keinerlei Institutionen, die etwa mit dem deutschen Rundfunkarchiv, dem französischen Institut national de l’audiovisuel / INA oder dem britischen National Film and Television Archive vergleichbar wären. Die wichtigsten A/V Archive in Österreich sind einerseits die vorwiegend alltagsgeschichtlich ausgerichtete Österreichische Mediathek, das Phonogrammarchiv der Österreichischen Akademie der Wissenschaften und das Filmarchiv Austria sowie das Österreichische Filmmuseum. Keine dieser Institutionen sammelt, bewahrt oder restauriert systematisch Fernsehmaterial. Systematisch gesammeltes Schriftgut zur Hörfunk- und Fernsehgeschichte (Sitzungsprotokolle, Hörer / Seherpost) existiert nicht. Die Mediathek hat jedoch im Jahr 2007 angekündigt, in Zusammenarbeit mit Ö1 sämtliche Ausgaben der Hörfunk-Informationssendung Mittagsjournal zwischen 1967 und 1989 zu digitalisieren und online zugänglich zu machen. Dieses Projekt wurde 2008 um ein Jahr verlängert. Anfang 2009 wurde das gesamte digitalisierte Material auf der Homepage der Österreichischen Mediathek öffentlich zugänglich gemacht. Das ORF-Fernseharchiv, das laut eigenen Angaben 300.000 Stunden sendefähiges Material umfasst, ist als privates Firmenarchiv konstituiert, steht damit unter betriebswirtschaftlichen Zwängen und hat keinen öffentlichen Auftrag. Eher in der Tradition eines politisch-historischen Archivs steht das in den frühen 1980er Jahren von Peter Dusek gegründete historische Archiv des ORF. Es sammelt Filmdokumente zur Geschichte Österreichs seit 1918 und wurde im Zuge der Recherchetätigkeiten für das ehrgeizige Projekt Österreich II ins Leben gerufen.

## Das Rundfunkmonopol in Österreich
Das Rundfunkmonopol bildete bis weit in die 1990er Jahre hinein die augenscheinlichste Eigenart der Geschichte des Fernsehens in Österreich, war aber, zumindest bis in die 1970er Jahre, kein wirkliches Unikum. Es gehörte zur regulativen europäischen Nachkriegsordnung, dass der Staat einen Teil der Informationshoheit für sich behielt. In Österreich bestand das Monopol aber ungewöhnlich lange und selbst nach dem EU-Beitritt 1995 wurde es nur mühsam im Sinne einer „dualistischen Lösung“ wie etwa in Deutschland aufgeweicht. In den ersten zehn Jahren der Zweiten Republik wurde der von den Besatzungsmächten wiedererrichtete Hörfunk zum Massenmedium. 1954 begannen die Alliierten damit, dem österreichischen Staat die Sendeanlagen und sonstigen Rundfunkeinrichtungen zurückzugeben und verzichteten auf ihre bisher ausgeübten Zensurrechte. Der Hörfunk und das aufzubauende Fernsehen waren für ein 1954 bereits absehbares unbesetztes, vollkommen souveränes Österreich neu zu regeln. Bisher hatte jede Besatzungsmacht eine eigene Hörfunk-Senderkette: Die Franzosen mit dem „Studio West“ in Innsbruck und Dornbirn, die Briten mit der Sendergruppe Alpenland in Graz und Klagenfurt und die Amerikaner die Sendergruppe Rot-Weiß-Rot mit Studios in Salzburg und Linz. Nur die Sowjets hatten keine eigene Sendergruppe: sie „schlüpften“ bei der RAVAG, die als „Radio Wien“ auf Sendung ging, unter. Ab 1954/55 wurden die Sender und Studios der „Öffentlichen Verwaltung“ übergeben. Die Versuchung für die regierende Großen Koalition, diesen Apparat der Massenbeeinflussung unter ihren politischen Einfluss zu stellen, war groß. Vor allem die SPÖ beharrte auf einer möglichst zentralen Kontrolle des Rundfunkwesens. Die in den meisten Bundesländern dominierende ÖVP war hingegen einer mehr föderalistischen Lösung zugeneigt.
Zunächst urteilte der Verfassungsgerichtshof am 5. Oktober 1954, dass das Rundfunkwesen unter die „Zuständigkeit des Bundes“ falle. Mit dem Kompetenzgesetz von 1956 schied der Österreichische Rundfunk aus der Zuständigkeit des Bundesministeriums für Verkehr und Verstaatlichte Betriebe aus und wurde direkt der Bundesregierung unterstellt. 1957 wurde die Vorform des heutigen ORF, die „Österreichische Rundfunk Gesellschaft m. b. H.“ gegründet, die am 1. Jänner 1958 den Hörfunk- und Fernsehbetrieb übernahm. Die in der Ersten Republik gegründete RAVAG wurde also formell nie aufgelöst, sondern ging sanft in die neue Organisationsform des ORF über. Damit waren die politisch-administrativen Grundsteine für das österreichische Rundfunkmonopol gelegt.

## Österreichischer Rundfunk (ORF)

### 1955–1967: Vom Versuchsprogramm zum Massenmedium

#### Die Pioniertage
Die Geschichte des Fernsehens in Österreich hat eine Vorgeschichte, die sich von 1951 bis 1955 hinzieht. In Österreich gab es in den 1930er Jahren keine (eigenständigen) Fernseh-Pionierversuche wie im Deutschen Reich, Italien, Großbritannien oder den USA. 1951 begannen zunächst die Techniker der RAVAG im Eigenbau die ersten Apparaturen für experimentelles Fernsehen herzustellen, nachdem die Besatzungsmächte eine Art „Technikembargo“ über Österreich verhängt hatten. Der Durchbruch gelang erst 1954/55 mit dem sich lösenden alliierten Einfluss. Als das Fernsehen im April/Mai 1955 erste Versuchssendungen ausstrahlte und am 1. August 1955 mit dem öffentlichen Versuchsprogramm startete, stand dennoch ein etwas eingeschränkter Gerätepark zur Verfügung. Das erste Fernsehstudio war ein Klassenzimmer, zunächst, das heißt die ersten drei bis vier Jahre, war das Fernsehen vor allem ein Livemedium. Eigene Aufzeichnungen standen erst ab 1958, ein frühes Magnetaufzeichnungssystem ab 1960 zur Verfügung.

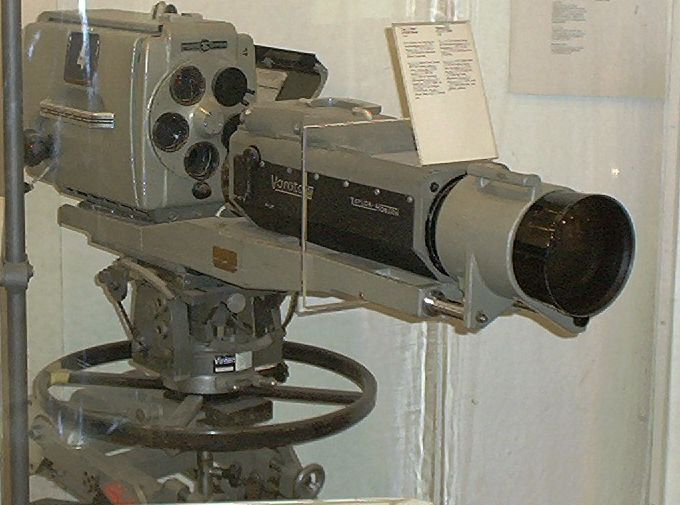
Fernsehtechnik der 1960er Jahre

Das Datum 1. August 1955 gilt als der Startschuss für Fernsehen in Österreich, wiewohl erst am 1. Jänner 1958 der reguläre Betrieb aufgenommen wurde. Verglichen mit den USA und Großbritannien mag Österreich zwar ein Spätstarter sein, was Fernsehen betrifft, lag aber im guten mitteleuropäischen Durchschnitt. Das erste Land Europas, das einen Fernsehbetrieb nach dem Zweiten Weltkrieg aufnahm, war die Sowjetunion bereits am 7. Mai 1945. In der Sowjetunion hatte es, wie auch in Polen, das 1952 mit dem Fernsehbetrieb startete, vor dem Krieg Pionierversuche gegeben. Ebenfalls 1952 starteten die DDR und die BRD. 1953 folgten die Tschechoslowakei, Italien, Belgien sowie die Schweiz, 1955 Österreich, 1956 Jugoslawien (Radio Zagreb) und 1957 Ungarn.

#### Frühe Programminhalte
Im August 1955 sendete das österreichische Fernsehen insgesamt 12 Stunden lang. Es gab anfangs keine Livesendungen, weil auch Musterverträge mit der Schauspielergewerkschaft nicht existierten. Das Kernstück des Geräteparks war somit das Filmabtastgerät. Die Fernsehpioniere konnten kaum sendefähiges Material aufstellen, waren auf die Lichtbildstellen der Ministerien oder der ausländischen Informationszentren angewiesen. Die erste Livesendung war am 5. November 1955 die Wiedereröffnung der Wiener Staatsoper. Kommerzielle Filmverleiher verweigerten die Zusammenarbeit, so dass erst am 18. November 1957 der erste Spielfilm ausgestrahlt werden konnte. Erste Programmhöhepunkte waren Die Karikatur der Woche mit Gustav Peichl als „Ironimus“, Aktueller Sport mit Edi Finger und Fass das Glück mit Heinz Conrads. Peichl wurde später mit seinen Jahresrückblicken in Form von Karikaturen bis in die 1990er Jahre zu einem Fixpunkt im alljährlichen Silvesterprogramm des ORF. Eine erste (improvisierte) Nachrichtensendung war Bild des Tages, schlicht und einfach ein Pressebild, das kommentiert wurde. Dennoch wagte man sich bereits im September 1955 an die Gestaltung einer Wochenschau mit dem Titel Zeitspiegel. Noch gegen Ende des Jahres 1955 wurde die erste Ausgabe der Nachrichtensendung Zeit im Bild ausgestrahlt. Der Name der Sendung geht auf einen Vorschlag des späteren Generalintendanten Teddy Podgorski zurück.

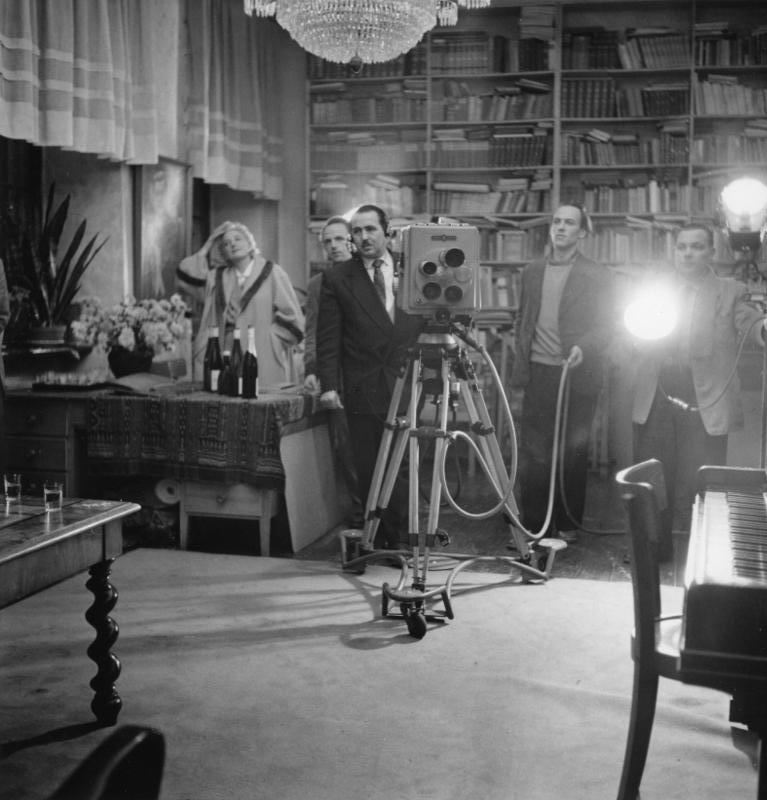
Fernsehproduktionsbedingungen Mitte der 1950er Jahre

Eine der frühesten Fernsehreihen im Bereich der Kultur trug den Titel Der Fenstergucker nach einem populären, auf der Kanzel des Wiener Stephansdoms zu sehenden Selbstporträt eines frühneuzeitlichen Dombaumeisters (der Legende nach Anton Pilgram). Die Reihe, die bis in die frühen 1990er Jahre produziert wurde, spiegelt die beginnende Selbstfindung Österreichs als Nation in den 1950er und 1960er Jahren wider. In erzählerisch-essayistischen Tonfall wurde anhand von Porträts über österreichische Bauwerke, Städte und Landschaften stark auf die Verankerung der jungen zweiten österreichischen Republik in der Geschichte Bezug genommen. Eine weitere bereits in den 1950er Jahren verankerte Sendung mit volksbildnerischen Anspruch war Rendezvous mit Tier und Mensch die zunächst Rendezvous mit Tieren hieß. Sie wurde von dem Verhaltensforscher und Zoologen Otto Koenig von 1956 bis zu dessen Tod durchgehend (meist wöchentlich) bis 1992 präsentiert und ist vielen Österreichern meist noch gut in Erinnerung.
Die ersten großen Herausforderung waren die Übertragung der Wiedereröffnung der Wiener Staatsoper und des Burgtheaters im Herbst 1955, die Berichterstattung über den ungarischen Aufstand ein Jahr später und die Abwicklung der Fernsehübertragung der Olympischen Winterspiele 1964 von Innsbruck in die ganze Welt. Vor allem die Berichterstattung über den Wintersport mit den Erfolgen Toni Sailers und anderer Spitzensportler hatte bei gleichzeitig rascher Verbreitung von Fernsehbewilligungen identitätsstiftenden Charakter und bewies den Wert des neuen Mediums, das von Bundeskanzler Julius Raab (ÖVP) für derartig gering geschätzt worden war, dass er es zunächst „kampflos“ dem Koalitionspartner SPÖ überließ.
Am 11. September 1961 begann der ORF mit der Ausstrahlung eines zweiten Fernsehprogramms, welches zunächst als „technisches Versuchsprogramm“ bezeichnet wurde an drei Tagen pro Woche. Seit 1. September 1970 sendet dieser zweite Kanal täglich.
Die Zahl der Fernsehbewilligungen stieg steil an: 1960 waren es 100.000, 1961 200.000, 1964 500.000 und 1967 bereits 1.000.000. Der österreichische Wirtschaftshistoriker Roman Sandgruber spricht in den 1950er und 1960er von einem Mittelschichtsmedium, während Oberschichten „erstaunlich reserviert“ auf die Einführung des Fernsehen reagiert hätten, was in der Fehleinschätzung Julius Raabs Ausdruck gefunden hätte.

#### Das Rundfunkvolksbegehren
Fernsehen und Hörfunk litten aber unter dem lähmenden Parteienproporz. Die Rundfunkgebühren wurden über zehn Jahre lang nicht erhöht, so dass keine Investitionen getätigt werden konnten. Das Fernsehen hatte noch kein fixes Zuhause und oszillierte zwischen Ronacher, Schönbrunn, den Rosenhügelstudios und dem damals noch kleineren Funkhaus in der Argentinierstraße. Als die Geschichte des Fernsehens in Österreich begann, war die sozialdemokratische Arbeiter-Zeitung eines der größten Medienunternehmungen in Österreich. Die Spitze der Leitartikler richtete sich gegen die „unabhängigen Zeitungen“, die mit dem Schimpfwort „Kommerzpresse“ belegt wurden. Gerade aus diesen „unabhängigen Zeitungen“ kam die Initiative zum „Rundfunkvolksbegehren“, das von Juli bis Oktober 1964 von 832.353 Österreicherinnen und Österreichern unterzeichnet wurde. Diese parteiunabhängige Presselandschaft war im tiefsten Herzen zwar bürgerlich, erkannte aber den Gewinn für die demokratische Kultur eines Landes durch unabhängige elektronische Medien.
Das Auseinanderbrechen der Großen Koalition und die ÖVP-Alleinregierung unter Bundeskanzler Josef Klaus beschleunigte die Regelung der Rundfunkfrage in Österreich.

### 1967–1974: Erste Reform – Entpolitisierung und Professionalisierung
Am 9. März 1967 trat der frisch bestellte, von den Salzburger Nachrichten kommende, sich als „reiner Printmedienmann“ verstehende Gerd Bacher sein Amt als Generaldirektor an. Als Fernsehdirektor löste Helmut Zilk den ebenfalls linksstehenden Gerhard Freund ab. Bacher, der 1967 von „Ironimus“ alias Gustav Peichl in einer Karikatur als „Tiger“ dargestellt wurde, verstand sich als zwar als „westlich orientierter“ Demokrat, galt aber nach innen wie nach außen als eine unerbittlich autoritäre Führungsfigur. Die nämliche Karikatur zeigte den „Tiger“ Gerd Bacher, der den „Kasten“, ein Fernsehgerät, betrat, aus dem zwei als SPÖ- bzw. ÖVP-Funktionäre erkennbare Figuren flüchteten. Nach dem Vorbild der BBC bekam der ORF eine gemeinsame Nachrichtenredaktion für Hörfunk und Fernsehen, der der politisch rechtsstehende Alfons Dalma vorstand.
In dieser Zeit wurde die Einführung des Farbfernsehens akut. Österreich entschied sich am 7. Februar 1967 für das deutsche PAL-System als technischen Standard.

#### Bauliche Neuordnung

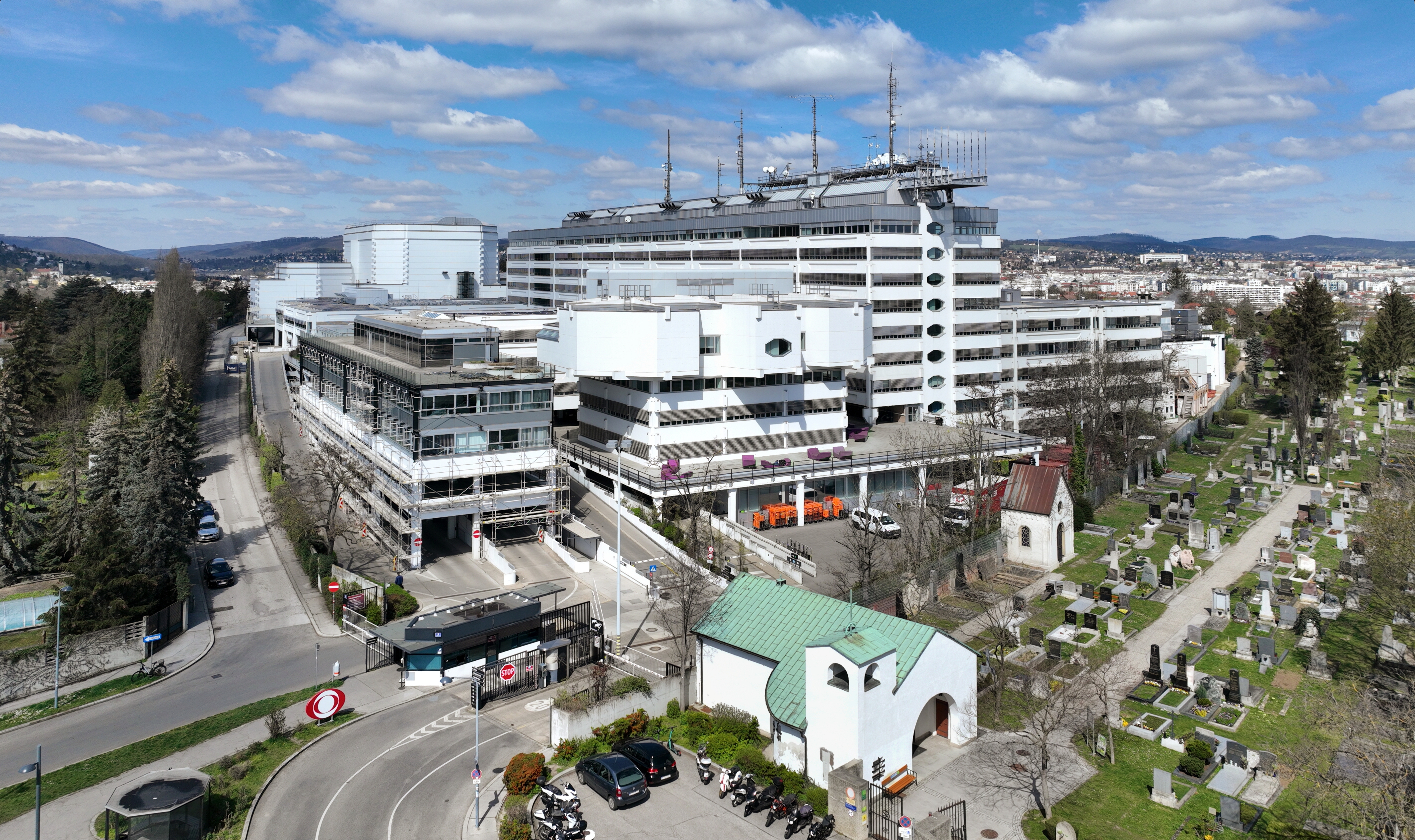
ORF-Zentrum Küniglberg

Mit dem neuen Rundfunkgesetz wurden die Gebühren erhöht, was eine weitgehende Neugründung des ORF ermöglichte. Ein zentrales Reformvorhaben war die Zusammenlegung der verschiedenen Standorte der Fernsehproduktion, die zuvor auf Studios in einer ehemaligen Volksschule in der Singrienergasse mit angeschlossenem Filmkopierwerk, auf Studios im Tiergarten Schönbrunn und im Theater Ronacher über ganz Wien verteilt war. Es wurde der Neubau einer Fernsehzentrale im dreizehnten Wiener Gemeindebezirk sowie die Errichtung von vier neuen Landesstudios in Dornbirn, Innsbruck, Salzburg und Linz in Auftrag gegeben. Diese Bauvorhaben konnten im Wesentlichen 1972 bzw. 1974 beendet werden. Die Landesstudios, zu denen später auch Neubauten in Graz, Klagenfurt und Eisenstadt hinzukamen, dienten vor allem dem Hörfunk, wurden aber auch darauf ausgelegt, Fernsehsendungen abwickeln zu können. Sie wurden nach einheitlichem Muster in Form einer Spirale von Gustav Peichl entworfen. Als letztes Landesstudiogebäude wurde in den 1990er Jahren jenes in St. Pölten errichtet. Das ORF-Zentrum, nach seinem Standort „Küniglberg“ genannt, entstand nach Plänen von Roland Rainer und konnte im Endausbau 1975 seiner Bestimmung übergeben werden.

#### Informationsexplosion
Das was später als „Informationsexplosion“ zusammengefasst wurde, bedeutete eine enorme Ausweitung der politischen Berichterstattung, die Gründung von Magazinen wie Prisma oder Horizonte. Als erste deutschsprachige Fernsehanstalt berichtete der ORF 1968 live von den US-Präsidentschaftswahlen. Der Chefkommentator des Fernsehens, Hugo Portisch, wurde zu den Brennpunkten des Zeitgeschehens, etwa zu den Studentenprotesten nach Paris 1968 geschickt, um von dort als „rasender Reporter“ möglichst „aus dem Geschehen heraus“ zu berichten. Diese Funktion nahm später ein Netz von ORF-Korrespondentenbüros wahr, das mit der Zeit in den wichtigen europäischen Hauptstädten Bonn, Paris, London, Rom, Washington, Belgrad und Moskau eröffnet wurden.
Die Jugend wurde auch in den Fernsehprogrammen als eine eigenständige Gruppe aufgefasst und mit Sendereihen wie Ohne Maulkorb und Kontakt bedacht. Apropos Film, eine Sendereihe, die zwischen 1967 und 2002 bestand, berichtete als eines der ersten Magazine im deutschsprachigen Fernsehen kompetent und engagiert über das aktuelle Filmgeschehen. Das Fernsehen verzahnte sich überhaupt zwischen 1967 und dem Abschluss des Film-/Fernseh-Abkommens 1981 eng mit der jungen österreichischen Filmszene. Das Fernsehspiel existierte zwar schon vor 1967 – so wurde Der Herr Karl von Carl Merz und Helmut Qualtinger 1961 als Fernsehspiel produziert –, beschränkte sich aber auf die weitestgehend konservative Abfilmung von Theaterstücken und „klassischer“ Literatur. Nach 1967 begann sich das Fernsehspiel vermehrt „lebensnäheren“ Themen zuzuwenden. Im Bereich der Kultur wurden neue Formen wie die redaktionell von Wolfgang Kudrnofsky betreute Sendereihe Nachtstudio eingeführt, die laut Kudrnofsky „die erste Kunstsendung mit elitärem Anspruch“ war. Innerhalb dieser Reihe wurden unter anderem Filmarbeiten von Ferry Radax über die Schriftstellergruppe Forum Stadtpark ausgestrahlt. Die vom früheren Fernsehdirektor und späteren Wiener Bürgermeister Helmut Zilk moderierte Reihe Stadtgespräche förderte Formen der Basisdemokratie und der Bürgerinitiativen.
Die aktuelle Berichterstattung des ORF-Fernsehens, aber auch des Hörfunks hatte für die Bürger der realsozialistischen Nachbarländer Österreichs, also in Teilen der damaligen ČSSR und Ungarns eine enorme Bedeutung. Das österreichische Fernsehen lieferte vielfach jene Informationen, die von den staatlichen Rundfunkanstalten den Bürgern vorenthalten wurden. In dieser Weise nahm der ORF eine ähnliche Rolle ein wie das „Westfernsehen“ in der DDR. Deutsch war als Fremdsprache neben Russisch in diesen Ländern weit verbreitet und so hatte der ORF einen gewissen Anteil am Entstehen von Oppositionsbewegungen wie der Charta 77.

### 1974–1994: Von Oberhammer zu Bacher

#### Bruno Kreisky und das reformierte Fernsehen
Ein Grund für die Begründung und die Hartnäckigkeit des Österreichischen Rundfunkmonopols lag in der spezifischen Angst der österreichischen Linken, wie in der Ersten Republik 1918–1938 erneut zur Minderheit zu werden. Bis 1970 war in der SPÖ sogar die Ansicht weit verbreitet, niemals könne ein Sozialdemokrat in Österreich Bundeskanzler werden. Deshalb sollten möglichst alle wichtigen Einrichtungen im Staat, von der verstaatlichten Industrie bis hin zum Rundfunk, möglichst lückenlos von der SPÖ nach Proporz mitkontrolliert werden. Dieses beinahe verzweifelte Festhalten an der politischen Intervention in Hörfunk und Fernsehen führte zu der von ÖVP und FPÖ aufgrund des Volksbegehrens verabschiedeten Rundfunkreform. Bruno Kreisky wurde am 1. Februar 1967 zum neuen Parteivorsitzenden der SPÖ gewählt, fünf Wochen später wurde Gerd Bacher Generalintendant. Ohne Zweifel profitierte Kreisky von der unabhängigeren Berichterstattung des reformierten ORF. Kreisky wusste nicht nur als Oppositionsführer, sondern auch als Regierungschef ganz gut mit dem ORF, an dessen Spitze ein ehemals bekennender Großdeutscher saß, umzugehen. Das Fernsehen wurde „sein“ Medium, das Pressefoyer nach dem Ministerrat, von Journalisten umringt, war die Bühne, auf der er seine Politik präsentierte.

#### Der „Fall Schranz“
Der „Wendepunkt“ wurde der „Fall Schranz“. Der populäre Wintersportler Karl Schranz wurde unter fragwürdigen Voraussetzungen und unter Einsatz des „Amateurparagraphen“ von der Teilnahme an den Olympischen Winterspielen 1972 in Sapporo, Japan ausgeschlossen. Rundfunk und Fernsehen entfachten rund um dieses die österreichische Volksseele verletzende Ereignis eine Massenhysterie. Schranz wurde wie ein Held empfangen, am Helden- und Ballhausplatz johlten die Massen ihm zu, Schranz zeigte sich auf dem Balkon des Bundeskanzleramtes. Diese Szenen erinnerten nicht nur Kreisky und viele Sozialdemokraten an die Tage des März 1938. Es bewies sich, welch mächtige Instrumente Rundfunk und Fernsehen darstellten.

#### Die Zweite Reform 1974
Zunächst schlug Kreisky, um das elektronische Informationsmonopol etwas zu streuen, die Einführung eines dritten Fernsehkanals vor. Auf dem SPÖ-Parteitag in Villach am 18. April 1972 sprach er sogar die Einführung von Privatfernsehen an:

„... ob es nicht der beste Weg wäre, eine Genossenschaft aller Zeitungsherausgeber zu bilden, und dieser das Recht zu geben, eine zweite Rundfunkgesellschaft zu betreiben.“

Aber alle Vorschläge, die auf eine Vervielfältigung des Angebots an elektronischen Medien abzielten, erwiesen sich aus vielfältigen u. a. auch finanziellen Gründen als nur schwer durchführbar. So konnten es sich die angesprochenen „Zeitungsherausgeber“ nicht vorstellen, dass Privatfernsehen etwa nach US-amerikanischen Muster in einem kleinen Land wie Österreich überlebensfähig wäre. Die zweite Reform „entschärfte“ die Position des Generalintendanten und begründete den ORF als öffentlich-rechtliche Anstalt. Dem ORF-Chef wurde ein Kuratorium sowie ein Hörer- und Seherbeirat zur Seite gestellt. Die zweite Reform rückte vom „BBC-Modell“ von 1967 ab und führte unterhalb des Generalintendanten einen Hörfunk- und für jeweils einen Kanal einen Fernsehintendanten ein. Wolf In der Maur wurde in der Wahl 1974 als Hörfunkintendant bestimmt. Der ORF wurde zwar demokratischer, die Entscheidungswege naturgemäß aber auch länger und mühseliger. So mussten alle Intendanzen einzeln abgestimmt werden, was nächtelange Sitzungen erforderte.

#### 1974–1978: Generalintendant Otto Oberhammer
Eine Auswirkung der Intervention Kreiskys war die Ablöse Bachers durch den zwar medienunerfahrenen, aber SPÖ-nahen Juristen Otto Oberhammer. Oberhammer dachte bereits an eine Föderalisierung des Fernsehens, was in den 1970er Jahren einigen technisch-administrativen Aufwand bedeutete, der mit nicht geringen finanziellen Mehraufwand verbunden war. Die Senderketten hätten nach Bundesland zusammengelegt werden müssen. Schließlich scheiterte dieser Plan am Widerstand des ORF-Kuratoriums. Dennoch wurde in die Bundesländer investiert und der Neubau der ORF-Landesstudios in Graz und Eisenstadt in Angriff genommen.
Unter der Intendanz Oberhammer wurde das Fernsehspiel ausgeweitet, es entstanden Serien wie Ein echter Wiener geht nicht unter, Die Alpensaga oder die Krimi-Parodie Kottan ermittelt. Interessant an den genannten Produktionen war die enge Zusammenarbeit der Programmverantwortlichen mit begabten, in den 1970er Jahren noch weitgehend unbekannten, eher links orientierten Jungliteraten: Ernst Hinterberger, Peter Turrini bzw. Helmut Zenker. Das Diskussionsformat Club 2 war im deutschsprachigen Raum sicher nicht in seiner Form einzigartig, sorgte aber teilweise für öffentliches Aufsehen wie der legendäre Auftritt der Masturbationstechniken vorführenden Nina Hagen. Zu dieser Zeit, 1979, war allerdings Oberhammer nicht mehr ORF-Chef. Eine weitere wichtige Neuerung im ORF-Fernsehprogramm war die Einführung der werktäglichen Konsumenten- und Lebenshilfeberatungssendung Wir, die bis 1995 ausgestrahlt wurde. Moderiert wurde die Sendung u. a. von Walter Schiejok und Josef „Joki“ Kirschner.

#### 1978–1986: Bacher III / IV
Otto Oberhammer war zwar ein integerer Mann, galt aber schon bald, aufgrund seiner Unerfahrenheit mit der Position des ORF-Chefs als „überfordert“. Ganz allgemein wurde der populäre und fernseherfahrene Helmut Zilk als künftiger Generalintendant erwartet. Dennoch kam es zu einer Überraschung: als die Generalintendantur im Juli 1978 turnusgemäß neu ausgeschrieben wurde, bewarb sich Gerd Bacher erneut und wurde am 28. September 1978 mit 17:12 Stimmen bei einer Enthaltung gewählt. Noch am Vorabend hatte die Arbeiter-Zeitung getitelt: Gerd Bacher hat keine Chance. Bacher bemühte sich in seiner zweiten Amtszeit um Konsens, wollte den „Rundfunkkrieg“, der vorwiegend zwischen SPÖ und ÖVP ausgefochten wurde, beenden. Vier Jahre später, 1982, wurde Bacher abermals mit überwältigender Mehrheit bestätigt. Nach 1978 wurde das ORF-Gesetz etwas adaptiert und die Hörfunk- und Fernsehintendanturen von 1974 durch Programm- und Informationsintendanturen ersetzt.
In die Ära Bacher III/IV fiel die beginnende Konkurrenzierung des ORF durch andere elektronische Angebote. So wurden ab Ende der 1970er Jahre in den Ballungszentren die ersten Kabelnetze etabliert. In Wien konnten im Jahr 1979 über das Kabelnetz bereits fünf Kanäle empfangen werden. Die neuen veränderten Medienkonsumgewohnheiten durch das Kabel führten auch zu einer ersten feststellbaren Beeinflussung des österreichischen Werbemarktes. Auch die Verbreitung von Heimvideorekordern und überhaupt die allgemeine Ausdifferenzierung der Gesellschaft schmälerten die überragende Bedeutung des ORF.

#### Neue Sendungen unter Bacher III / IV
Eine bedeutende Anstrengung unter Bacher III/IV war die Produktion der beiden von Hugo Portisch und Sepp Riff gestalteten zeitgeschichtlichen Serien Österreich I bzw. Österreich II. Beginnend am 20. Mai 1982 wurde die Reihe im Hauptabendprogramm ausgestrahlt. Sie war von Beginn an darauf ausgelegt, möglichst detailliert die Geschichte der Republik Österreich vom Sturz der Habsburgermonarchie und Etablierung der Republik 1918 bis zur damaligen Gegenwart, also bis 1980 darzustellen. Dieses Vorhaben konnte allerdings erst dreizehn Jahre später, im Jubiläumsjahr 1995 (50 Jahre Zweite Republik) abgeschlossen werden. Die beiden Gestalter arbeiteten eng mit Historikern wie Erika Weinzierl und Gerhard Jagschitz zusammen. Im Zuge der Recherchetätigkeit wurde das „Historische Archiv des ORF“ etabliert, das nicht primär Material zur Fernsehgeschichte im Speziellen sammelt, sondern allgemein Filmdokumente über die Geschichte Österreichs zusammenträgt.
Ebenfalls im Jahr 1982 wurde die erfolgreiche Bergfilmreihe Land der Berge ins Leben gerufen. Ein Jahr zuvor, 1981, produzierte der ORF die erste Ausgabe des Musikantenstadl, neben dem ebenfalls 1981 begonnenen Wetten, dass..?, bei dem der ORF neben dem ZDF und dem Schweizer Fernsehen als Ko-Produzent mitwirkte, die bis heute erfolgreichste Samstagabendshow im deutschsprachigen Raum. Im Bereich Kultur wurden die beiden Sendereihen Café Central (bis 1990) und Kunst-Stücke (wöchentlich, bis 2002) etabliert.
1985 schlug der damalige Bundeskanzler Fred Sinowatz Teddy Podgorski als Informationsintendanten vor. Bacher zweifelte jedoch an dessen Führungsqualitäten. Bei der Wahl des Generalintendanten 1986 konnte sich jedoch der von der SPÖ nominierte Podgorski durchsetzen, auch weil er – zur Zeit der Koalitionsregierung SPÖ-FPÖ – mit den Stimmen der FPÖ im Kuratorium gewählt wurde.

#### 1986–1990: Generalintendant Teddy Podgorski
Podgorski hatte als Generalintendant das Manko, dass er im Gegensatz zu seinem Vorgänger keinerlei gewachsene Hausmacht hinter sich wusste. Podgorski war Mitarbeiter bei Rot-Weiß-Rot und kam zwar bereits in den 1950er Jahren zum jungen Medium Fernsehen, wo er als Sportreporter zu beeindrucken wusste, galt aber als eher schwache Führungsfigur mit keinerlei „autoritärem“ Charisma, das gerade Bacher auszeichnete. Bacher war, wie alle wussten, überdies fest entschlossen, ein letztes Mal den Spitzensessel des ORF einzunehmen. Obwohl durch und durch ein Medienmann, sah sich Podgorski einem ähnlichen Schicksal wie es Otto Oberhammer zuvor ereilt hatte, entgegen.
Generalsekretär des ORF wurde mit Gerhard Zeiler der frühere Pressesprecher der Bundeskanzler Fred Sinowatz und Franz Vranitzky. Zeiler war danach selbst 1994–98 Generalintendant des ORF.
Unter Podgorski, dessen Generalintendatur vor allem ein Produkt der zweiten Großen Koalition (1986–2000) war, kam es wieder vermehrt zu politischen Interventionen in die redaktionelle Arbeit. Unter anderem wechselte der parteilose Club 2-Chef Peter Huemer vom Fernsehen zu Ö1, wo er die Reihe Im Gespräch ins Leben rief.

#### Neue Sendungen unter Podgorski
Podgorski ging die Regionalisierung des Fernsehens an. Am 2. Mai 1988 wurde die erste Ausgabe von Bundesland heute ausgestrahlt. Als Generalintendant stellte sich Podgorski in den Sendereihen Seinerzeit (seit 1976) und Herein selbst vor die Kamera, die unmissverständlich die Handschrift des „Theatermannes“ Podgorski trugen. Stellte er in Herein kommende Programmschwerpunkte, neue Produktionen vor, wurde in Seinerzeit im gemütlichen Plauderton mit Gästen wie O. W. Fischer, Franz Antel oder Peter Alexander und Filmausschnitten an die ersten Jahrzehnte nach dem Krieg erinnert. Das Format richtete sich naturgemäß vorwiegend an ältere Zuschauer. Ebenfalls in die Ära Podgorski fiel der Start der nachmittäglichen Publikums-Wunschsendung Wurlitzer, die zunächst als Sondersendung unter dem Titel Das rot-weiss-rote Wunschprogramm während der Berliner Funkausstellung 1987 lief und ab 29. September 1987 von Montag bis Freitag im Nachmittagsprogramm von FS2 (ORF 2), bevor sie 1995 eingestellt wurde. Die Satire-Sendung D.O.R.F. (ab Jänner 1988) parodierte bekannte ORF-Sendungen wie Sport am Montag oder Wir und brachte u. a. Roland Düringer und Josef Hader, die damals am Beginn ihrer Karriere standen, erstmals auf die Fernsehbildschirme.
Das Jugendformat Okay sowie die kritische Reihe Ohne Maulkorb wurden eingestellt und im neuen Format X-Large zusammengeführt, das bis 1995 im Programm blieb. Dies geschah nicht zuletzt auf den Druck der durch Kabelnetze und zunehmend auch durch Satellitenempfang auch in Österreich vertretenen privaten Konkurrenz. Für die durch den Staatsvertrag anerkannten kroatischen und slowenischen Volksgruppen wurde die Sendung Heimat, fremde Heimat entwickelt. In der wichtigsten Nachrichtensendung, der ZIB 1, wurde die Doppelmoderation eingeführt. In der höchst erfolgreichen Reihe Universum wurden ab 1987 anspruchsvolle Naturdokumentationen gezeigt. Am 18. November 1987, fast auf den Tag genau 69 Jahre nach Ausrufung der Ersten Republik, startete die von Hugo Portisch und Sepp Riff gestaltete zwölfteilige Doku-Reihe Österreich I, welche die Geschichte Österreichs zwischen 1918 und dem Ausbruch des Zweiten Weltkrieges schilderte. Die wichtigste und über den Rahmen des Fernsehens hinauswirkende programmliche Neuerung der Ära Podgorski bleibt aber die Einführung der bis heute ausgestrahlten täglichen Gesellschaftssendung Seitenblicke. Das Fernsehspiel wurde mit den anspruchsvollen Produktionen wie Mit meinen heißen Tränen von Fritz Lehner oder Eine blaßblaue Frauenschrift von Axel Corti gepflegt. Für die leichtere Unterhaltung sorgten Serien wie Mozart und Meisel oder Wenn das die Nachbarn wüßten mit beliebten Publikumsstars.
Die Generalintendantur Podgorski blieb aber letztlich, wie von vielen 1986 vorausgesagt, nur Episode. Im Juli wurde Gerd Bacher zum interimistischen Generalintendanten und am 25. Oktober 1990 zum letzten Mal mit der erforderlichen Zwei-Drittel-Mehrheit in diese Funktion gewählt. Einer seiner Gegenkandidaten war Helmut Zilk.

#### 1990–1994: Bacher V

„ORF-Auge“

Als Bacher zum letzten Mal im Chefsessel des ORF Platz nahm, hatte die damalige österreichische Bundesregierung nach heftigem innenpolitischen Tauziehen den Antrag auf Mitgliedschaft Österreich bei der EG (Brief nach Brüssel) bereits gestellt. Das Ende des ORF-Monopols war also absehbar. Die Regierungsparteien, vor allem die SPÖ unter Franz Vranitzky lehnten eine Liberalisierung des österreichischen Radio- und Fernsehmarktes aber weiterhin ab. 1993 wurde Österreich aufgrund des ORF-Monopols wegen „Einschränkung des Rechtes auf freie Meinungsäußerung“ vom Europäischen Gerichtshof für Menschenrechte verurteilt und aufgefordert, diese Situation zu ändern. Bacher gab daher 1990 in seiner Antrittsrede als Generalintendant die Parole „Vom Monopol zum Marktführer“ aus, die über die gesamten 1990er Jahre Bestand hatte.

Neville Brodys 1992 entworfener „ORF-Ziegel“

Anlässlich des 25-Jahr-Jubiläums des reformierten Rundfunks startete im Oktober 1992 die von Neville Brody völlig neu gestaltete Corporate Identity des Senders. Die Vergabe des Auftrags an Brody, der in den 1980er Jahren vor allem Plattencover für noch wenig im Mainstream verankerte New-Wave-, Punk- und Postpunkbands gestaltete, zeigt den Mut der damaligen ORF-Geschäftsführung. Die beiden Fernsehkanäle, die bislang FS1 bzw. FS2 hießen, wurden in ORF 1 und ORF 2 umbenannt. Das neue Senderlogo „ORF-Ziegel“ (das erste seit dem „ORF-Auge“ von Erich Sokol) wurde von nun an permanent als Cornerlogo im rechten oberen Bildschirmrand eingeblendet. Dieses Anfangs heftig umstrittene Re-Design ist vielleicht das wichtigste, weil bis heute spürbare Erbe der letzten Amtszeit Gerd Bachers.

### 1995–2003: Der große Schnitt

#### Die Wahl Zeilers und die Programmreform von 1995
Im Herbst 1994 wurde Gerhard Zeiler vom Kuratorium zum Nachfolger Bachers gewählt. Zeiler galt als SPÖ-nahe, war er doch 1979–1983 Pressesprecher des damaligen Unterrichtsministers Fred Sinowatz. Seine beruflichen Erfahrungen als Manager von Medienunternehmen hatte er aber in Deutschland bei den Privatsendern Tele 5 und später RTL 2 gesammelt. Mit dem unmittelbar bevorstehenden EU-Beitritt Österreichs war das alte ORF-Monopol nicht mehr aufrechtzuerhalten. Das Jahr 1995 bedeutete für den ORF den größten Einschnitt seit 1967. Am 6. März 1995 startete das neue Zeiler’sche Schema. Das ORF-Fernsehen wurde ab diesem Stichtag zum 24-Stunden-Programm. Sendungen wie Club 2, Wir oder X-Large wurden eingestellt. Mit Schiejok täglich führte der ORF erstmals eine tägliche Talkshow ein, der alte Club 2 hatte in den zwölf Jahren von seiner Abschaffung bis zu seiner „Wiederauferstehung“ im Dezember 2007 zahlreiche Nachfolgesendungen, die Sonntag Abend ausgestrahlt wurden. Formate wie Wir wurden in großzügige Magazinflächen wie Willkommen Österreich am späten Nachmittag aufgefächert, ähnliches geschah mit sogenannten „Jugendsendungen“, die in den Spätabend verlagert wurden. Für viele Beobachter gilt die Zeiler’sche Reform als die Abkehr des ORF von seinem „eigentlichen“ öffentlich-rechtlichen Auftrag. Gleichzeitig konnten sich auch unter Zeiler qualitativ hochwertige Programme wie das Religionsmagazin Kreuz und Quer (seit 1995) oder Treffpunkt Kultur, zunächst mit Karin Resetarits, später mit Barbara Rett, dauerhaft etablieren. Auch die „klassische“ Reportage erlebte in der Reihe Am Schauplatz (später auch Schauplatz Gericht) einen Neuanfang.
1997 starteten österreichweit die Sendeketten der Privatradios. Im gleichen Jahr gab es die ersten Versuche von Fernsehen außerhalb des ORF. Noch nicht terrestrisch empfangbar startete in diesem Jahr W1 (Wien1), die Keimzelle des später von der Gewerkschaftsbank BAWAG co-finanzierten ersten österreichischen Privatsenders ATV. Der ORF startete im Gegenzug im Spätherbst seinen ersten (über Kabel und Satellit) frei empfangbaren Spartenkanal TW1.

#### Von Gerhard Weis zu Monika Lindner
Im Frühjahr 1998 wurde Gerhard Weis zum Nachfolger Zeilers bestellt, der entnervt vom politischen Hader um den ORF wieder zurück zu RTL ging. Weis, der zuvor Hörfunkintendant war, betonte den öffentlich-rechtlichen Auftrag des ORF, nahm aber gleichzeitig offensiv die Konkurrenz der „Privaten“ an, die in Österreich immer noch ausschließlich aus dem Ausland, d. h. Deutschland, sendeten. Im Herbst 2000 startete unter seiner Führung das erste österreichische sogenannte „Realityformat“ mit dem Namen Taxi Orange. Wurde die erste Staffel im Herbst 2000 noch von heftigen öffentlichen Diskussionen und Aufsehen begleitet, sanken die Einschaltquoten in der zweiten Staffel deutlich. Im Jahr 2004, als der anfängliche Hype des Reality-TV um 2000 schon deutlich nachgelassen hatte, produzierte der ORF unter dem Titel Expedition Österreich ein weiteres Format auf diesem Sektor, das aber kaum mehr auf begeisterte Publikumsresonanzen stieß.

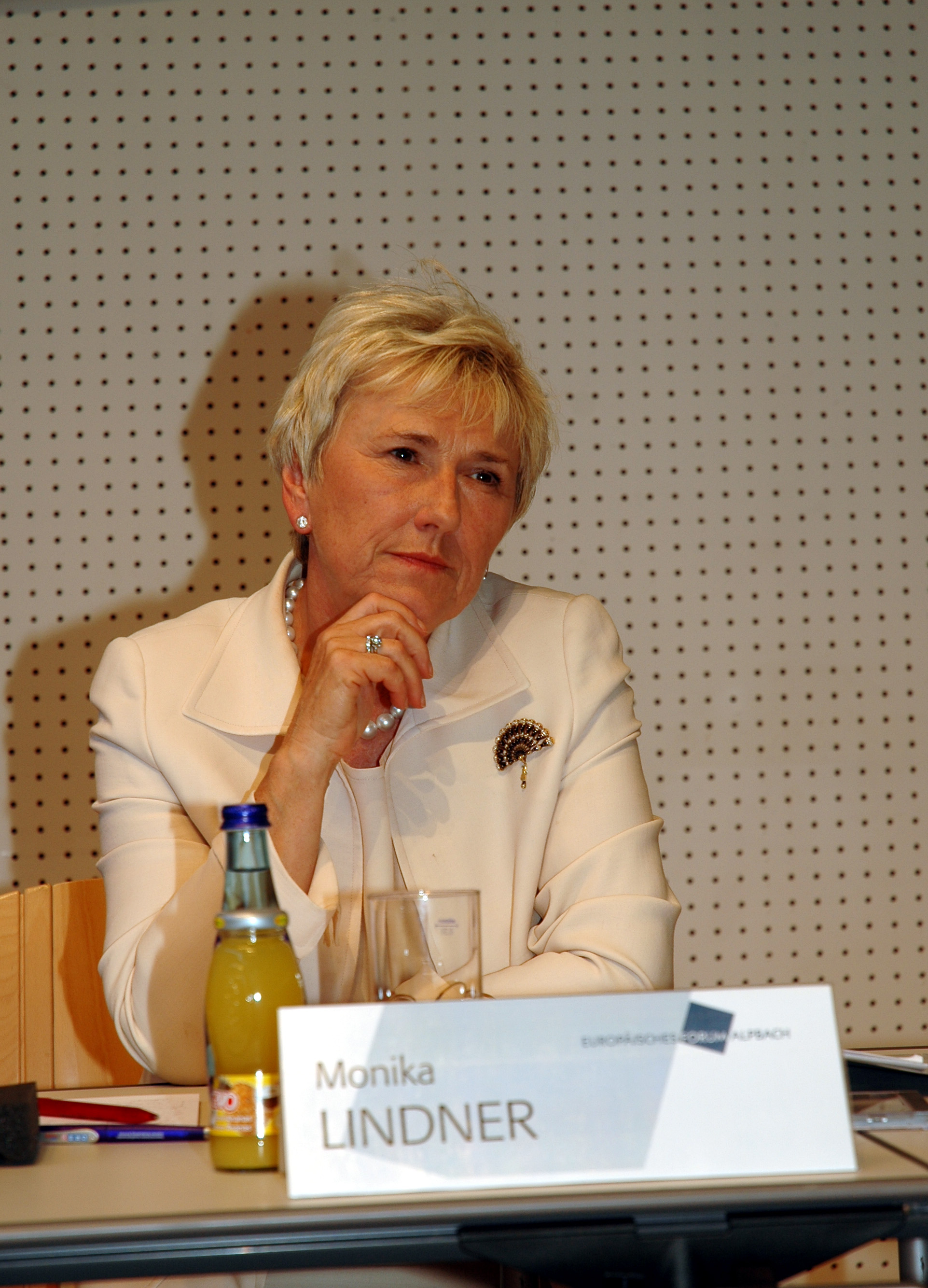
ORF-Generaldirektorin (2002–2006) Monika Lindner

Die Amtszeit Gerhard Weis wurde seit der turbulenten Regierungsbildung im Februar 2000 immer wieder von Interventionen und Druck der Regierungsparteien (etwa durch Peter Westenthaler) überschattet. Im Herbst 2001 wurde die ÖVP-nahe frühere Landesintendantin von ORF-Radio Niederösterreich und Schüssel-Vertraute Monika Lindner zur Nachfolgerin von Gerhard Weis gewählt. Der ORF geriet unter Monika Lindner nicht nur wegen des Vorwurfs der Regierungsnähe in das Schussfeld der Kritik, sondern auch wegen seiner Finanzierungsmethoden. So kamen im Nachtprogramm Call-in-Gewinnspiele zum Einsatz, was für eine gebührenfinanzierte, öffentlich-rechtliche Sendeanstalt wohl einzigartig gewesen sein dürfte. Diese Art von Sendung wurde nach medialer Kritik wieder eingestellt.
Für öffentliche Kritik sorgte im Jahr 2002 die Einstellung der seit 1981 ausgestrahlten Sendereihe Kunst-Stücke, die oftmals in ihrer Geschichte Raum für kontroversielle Arbeiten österreichischer Avantgarde- und Experimentalfilmemacher bot, aber auch eine Comedyschiene betreute, die nicht nur die Arbeiten und den speziellen Humor von Monty Python einem größeren Publikum in Österreich bekannt machte, sondern auch Raum für die ersten Fernseharbeiten von Projekt X und Stermann & Grissemann (Frau Pepi und die Buben, Suite 16 bzw. Blech oder Blume) bot. Außerdem war innerhalb der Kunst-Stücke schon ab Mitte der 1980er Jahre zum ersten Mal im deutschsprachigen Raum die britische Satire-Show Spitting Image (mit deutschen Untertiteln) zu sehen.

### Die Programmreform 2007 und der ORF unter Alexander Wrabetz

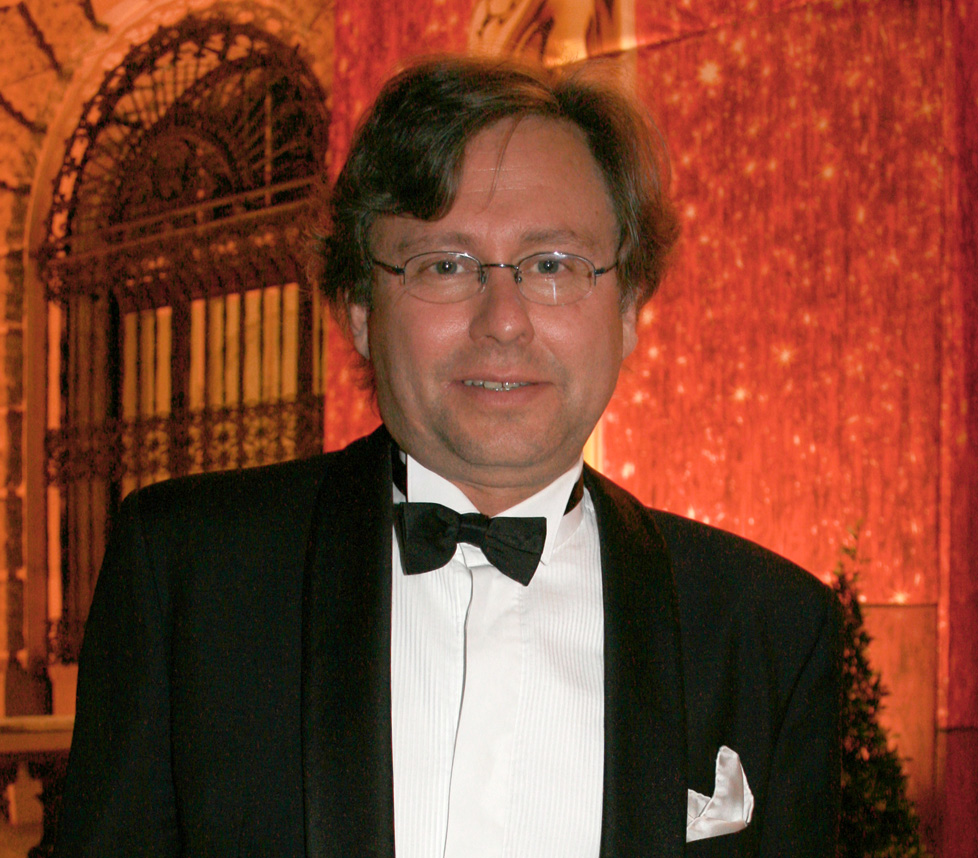
Alexander Wrabetz ORF-Generaldirektor (2007–2022)

Nachdem die im Frühjahr 2007 von Alexander Wrabetz gestartete Programmreform von vielen Beobachtern und Kommentatoren anderer Medien als gescheitert betrachtet wurde, kam die Funktion des ORF in der österreichischen Medienlandschaft wieder verstärkt zur Debatte. Nach kostenintensiven Eigenproduktionen wie Mitten im 8en stand ab Mitte des Jahres 2007 die Frage nach der Finanzierung des ORF wieder verstärkt im Mittelpunkt. Kritisiert wurde die unter Monika Lindner erfolgte Fixanstellung von tausenden freien Mitarbeitern, welche sich betriebswirtschaftlich für den ORF katastrophal ausgewirkt habe.
Die seit Mitte der 2000er Jahre auch in Österreich verstärkt tätigen „Privaten“ störten vor allem der „marktverzerrende“ Effekt der ORF-Gebühren. Die österreichischen Zeitungsherausgeber forderten 2008 in einem Brief an die EU-Wettbewerbskommission die Abschaffung der ORF-Gebühr für die Unternehmensteile ORF 1, Ö3 und ORF Online. Die ORF-Gebühr wurde im Frühjahr 2008 in Hinblick auf die kommenden Mehrausgaben für die Fußball-EM und die Olympischen Spiele um durchschnittlich zehn Prozent erhöht. Trotz dieser Mehreinnahmen musste das Unternehmen im November 2008 ein prognostiziertes Minus von rund 100 Millionen Euro bekanntgeben. Die ORF-Führung kündigte als Konsequenz Sparmaßnahmen im Programm (so soll etwa die Wochenschau eingestellt werden) und die Auslagerung von Mitarbeitern an. Außerdem wurde die österreichische Bundesregierung aufgefordert, dem ORF die Verluste aus Gebührenbefreiungen für sozial Bedürftige, die auf rund 35 Millionen Euro beziffert wurden, zu erstatten und die Ausweitung von Werbezeiten zuzulassen.
Im August 2011 wurde Wrabetz vom ORF-Stiftungsrat, dem Aufsichtsgremium des Unternehmens, für weitere fünf Jahre gewählt. Damit ist Wrabetz seit 1967 erst der zweite ORF-Chef nach Gerd Bacher, der wiedergewählt wurde. Als einen Schwerpunkt seiner zweiten Amtszeit kündigte er die Gründung von ORF III als Kulturspartensender an, die Wiedereinführung eines „Versuchslabors“ nach Art der 2002 eingestellten Sendeschiene der kunst-stücke und die Zurückdrängung von amerikanischen TV-Serien, die einen großen Teil des Programms von ORF eins bilden. So wurde als erste Maßnahme etwa die Sitcom Two and a Half Men nach der Wahl Wrabetz’ aus dem Samstagshauptabendprogramm genommen. Zur Finanzierung des Unternehmens, das erst 2010 mit einem 160-Millionen-Euro-Paket aus Steuermitteln saniert wurde, forderte Wrabetz die Erhöhung der Gebühren und die Ausweitung von Werbezeiten, was nur aus wirtschaftsnahen und ausländischen Pressestimmen Kritik hervorrief.
Ein weiteres Thema in den österreichischen Medien war die Standortsuche für eine neue ORF-Zentrale, da die bisherige Unternehmenszentrale im 13. Wiener Gemeindebezirk neben gravierenden baulichen Mängeln aus verschiedensten Gründen nicht mehr als zeitgemäß erachtet wurde. Seit etwa 2007 wurde dafür immer wieder das Medienzentrum Sankt Marx genannt. 2009 schlug Gustav Peichl vor, den Gebäudekomplex teilweise zu Wohnungen umzubauen.

### ORF in HDTV

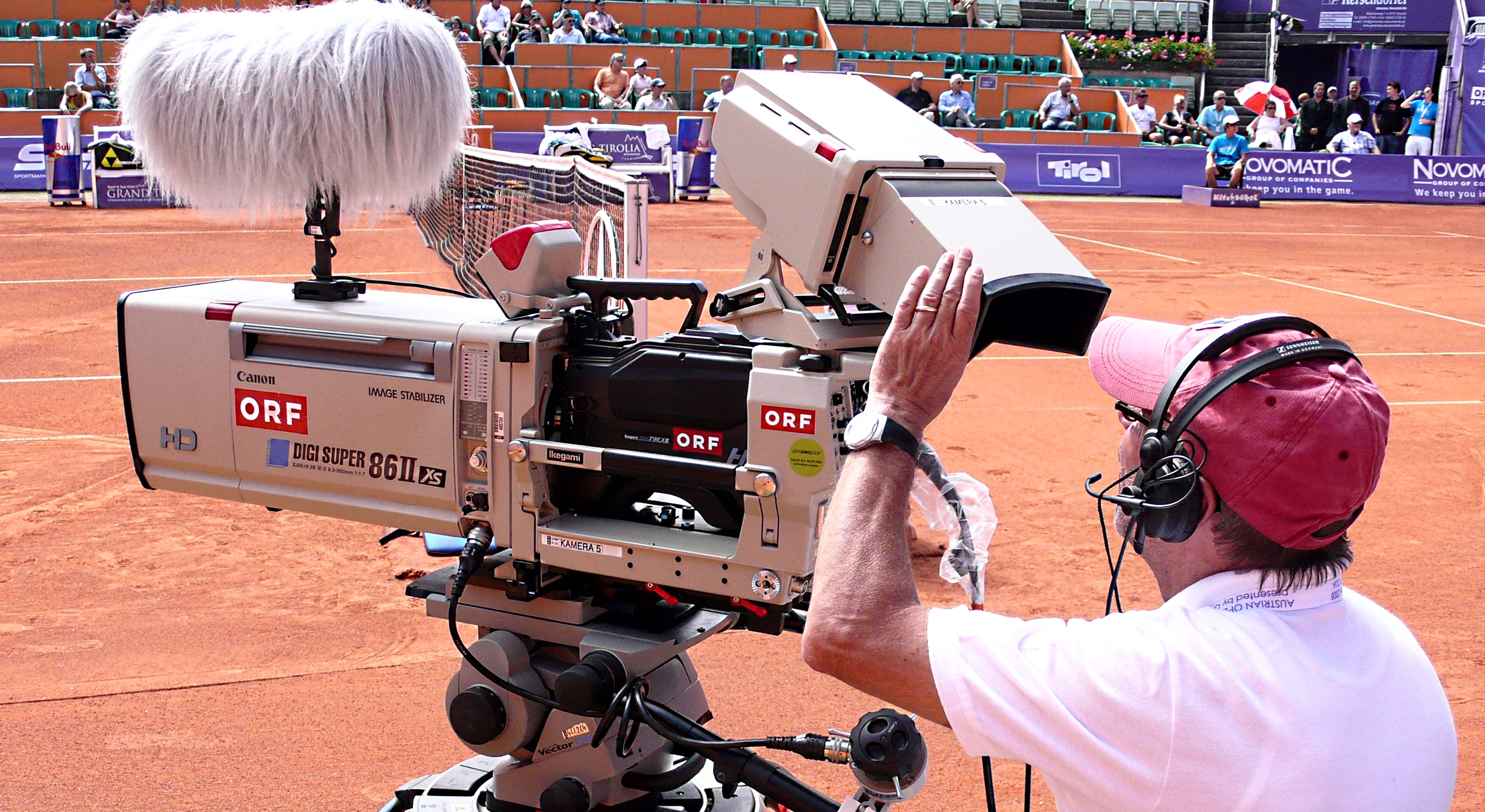
ORF-HD-Produktion in Kitzbühel

Am 23. Jänner 2008 erfolgte erstmals eine ORF-HDTV-Live-Übertragung „The Nightrace“ aus Schladming. Ein HDTV-Empfang wurde dazu in Eventform in den ORF-Landesstudios öffentlich präsentiert. Technikpartner war die Telekom Austria.
Im Hinblick auf die Fußball-EM 2008 nahm ORF 1 HD am 1. Juni 2008 um 17:25 Uhr mit der Sendung „Internationales Mehrkampfmeeting 2008 Götzis“, einen HDTV-Sendebetrieb auf. Am Montag, den 2. Juni 2008, folgte vor Medienvertretern ein offizieller ORF-HDTV-Start mit einer Universum-Sendung in HD.
Zur Fußball-Europameisterschaft 2008 wurde ORF 1 HD auch über das am 6. Mai 2008 gestartete digitale HD-Kabelfernsehangebot der UPC Austria empfangbar, weiters gibt es seitens der Telekom Austria seit Anfang Juni 2008 ein IPTV Produkt in HDTV.
Am 5. Dezember 2009 schaltet der ORF auch die hochauflösende Variante ORF 2 HD auf, auf dem kulturelle Großereignisse und gewisse Eigenproduktionen (wie Universum) in High Definition gezeigt werden sollen. Das Programm selbst unterscheidet sich nicht von der SD-Variante. ORF 2 HD wird im Vollbildformat 720p50 übertragen, das hinsichtlich senderseitiger Encodierung sowie Bildaufbereitung in handelsüblichen Flachbild TV-Geräten Vorteile gegenüber dem Halbbildformat 1080i50 aufweist.
Der ORF ist der erste deutschsprachige öffentlich-rechtliche Sender in Europa, der sein ganzes Programmangebot parallel auch in HD-Signalen sendet.

### ORF-Fernsehen per Internet
Die sieben Tage lang archivierten Bundesland-heute-Sendungen (Österreich Lokalprogramme) wurden im September 2008 700.000-mal als Internet-TV-Stream abgerufen, die vom ORF fälschlicherweise als „ORF IPTV“ bezeichneten aktuellen Online Videos (Videos der Nachrichtenagenturen) kamen im selben Zeitraum auf 480.000 Abrufe.
Der Versuch des Österreichischen Rundfunks, eine „ORF-Online-TV“ genannte Mediathek über den Privaten Verleger Georg Hoanzl zu realisieren, scheiterte an der heftigen Kritik des ORF-Stiftungsrats, da dieser über die bereits fortgeschrittenen externen Pläne nicht informiert und mit ihnen auch nicht einverstanden war. Am Freitag, den 13. November 2009 ging schließlich unter dem Namen „ORF-TVthek“ eine hauseigene ORF-Mediathek ans Netz.

## Privatfernsehen in Österreich

### Aufbrechen des ORF-Monopols
Mitte der 1990er Jahre kamen in Österreich die ersten privaten, lokalen Fernsehkanäle in den weit verbreiteten TV-Kabelnetzen auf. Es gab jedoch für diese Sender weder eine eindeutige gesetzliche Grundlage, noch existierte ein Privatfernsehgesetz für die terrestrische Ausstrahlung von TV-Kanälen. Erst am 1. August 2001 trat das Privatfernsehgesetz in Kraft, das ein bundesweites (das damals erst im Wiener Kabelnetz ausgestrahlte ATV) und drei regionale Fernsehprogramme (in Wien, Linz und Salzburg) zuließ. Dass es erst 2001, „mutmaßlich als letztes Land der zivilisierten Welt“, zur landesweiten Zulassung von Privatfernsehen kam, brachte Österreich unter Journalisten und Medienunternehmern die Spitznamen „Medien-Albanien“ und „Medien-Kasachstan“ ein – Länder, die als Synonyme für Rückständigkeit und eingeschränkte Meinungsfreiheit gelten, aber Jahre vor Österreich Privatfernsehen zuließen.

### Die Positionierung der „Privaten“

Logo von ATVplus

Am 1. Juni 2003 startete ATVplus als erster terrestrischer Privatsender Österreichs. Bis dahin war Österreich der letzte Staat in Europa, in dem kein frei über Antenne empfangbares Privatfernsehen existierte. Ein Jahr später, am 21. Juni 2004 folgte Puls-TV im Großraum Wien als zweiter terrestrisch empfangbarer Sender. Puls-TV teilte sich anfangs die Frequenz die der ORF bislang ausschließlich für die Wien-Ausgabe von Bundesland heute nutzte. Dadurch entstand bis zur Digitalisierung ein für Puls-TV schmerzhaftes „Sendeloch“ im Vorabendprogramm. Im Februar 2008 startete Puls-TV unter dem neuen Namen Puls 4 als zweites österreichweit empfangbares, privates Vollprogramm. Im Dezember 2007 ging Austria 9 TV als dritte private Anstalt ebenfalls österreichweit auf Sendung. Der Sender hat sich auf ältere, vorwiegend deutsche und österreichische Spielfilme und auf „klassische“ TV-Serien wie MacGyver spezialisiert. Bereits ein Jahr vor ATV, 2002, begann gotv als erster österreichischer Spartensender mit der Ausstrahlung seines Programmes, das allerdings nur in den Kabelnetzen Niederösterreichs und Wiens empfangbar war.
Die neue Konkurrenz setzte ihre Schwerpunkte in direkter Weise gegen den bisherigen Monopolisten, der jetzt nur noch Marktführer war. So entwickelte ATV das vom früheren ORF-Moderator Dominic Heinzl präsentierte und gestaltete Format Hi Society, in direkter Anlehnung an die Seitenblicke, eine der erfolgreichsten und einflussreichsten ORF-Sendungen. Zu den erfolgreichsten Programmen von ATV zählten auch verschiedene Doku-Soap-Formate, die ersten die in Österreich ausgestrahlt wurden – Sendungen wie Die Lugners, Tausche Familie und Sasha Walleczek isst anders! Besonders hart traf den ORF der Verlust der Rechte an der Bundesliga an Premiere und dessen Partner ATV, der 2004–2006 Tageszusammenfassungen aller Spiele sowie Live-Übertragungen ausgewählter Spitzenbegegnungen senden durfte.
Andere Sender setzten wiederum bewusst auf Qualität und Service. So führte gotv den Gedanken des Musikfernsehens auf seinen Ursprung zurück und zeigte (wenn auch aus finanziellen Gründen) vor allem Musikvideos und kam in seinen Werbeblöcken so gut wie ohne Klingeltonwerbung aus. Puls-TV setzte vor allem im ersten Jahr unter der Leitung Helmut Brandstätters auf anspruchsvolle Berichterstattung über Lokalereignisse und über die lokale Musikszene Wiens.
Dennoch blieben die Reichweiten der neuen Sender vor allem in den ersten Jahren unter den Erwartungen und gewannen erst in letzter Zeit (vor allem durch die im Laufe des Jahres 2007 abgeschlossene Digitalisierung) an Substanz. Besonders die Übernahme von Puls durch die ProSiebenSat.1 Media und das damit verbundene verbreiterte Programmangebot an aktuellen Serien und Spielfilme brachte dem Sender höhere Marktanteile.
Der ORF verlor in dieser Zeit durch die allzu deutliche Vereinnahmung durch die Regierungsparteien immer mehr an Reichweite und vor allem an Glaubwürdigkeit. Im Wahljahr 2006 kam es nach einer Rede des ORF-Spitzenjournalisten Armin Wolf anlässlich der Verleihung des Robert-Hochner-Preises, bei der Wolf der ORF-Spitze unter Monika Lindner und Werner Mück „hemmungslose“ Einflussnahme vorwarf, zu einer heftigen innenpolitischen Debatte. Im August 2006 wurde Alexander Wrabetz mit Hilfe der Stimmen von SPÖ, BZÖ und Grünen zum neuen Generaldirektor bestellt.

### Die Digitalisierung des Verbreitungsweges
Am 28. Mai 2003 veröffentlichte KommAustria gemeinsam mit dem Rundfunkregulator RTR-GmbH getrieben durch das Privatrundfunkgesetz 2000 ihren ersten Digitalisierungsbericht, welcher durch die im Jänner 2002 eingerichteten sogenannten „Digitale Plattform Austria“ einer Arbeitsgemeinschaft ORF naher Interessengruppen erstellt wurde.
Diese Arbeitsgruppe wurde großzügig mit Forschungsgeldern ausgestattet. Dadurch war bis zum Dezember 2004 ein DVB-T-Testbetrieb in Graz erfolgreich möglich. Element der geplanten ORF-Digitalisierung war neben der Digitalisierung des Verbreitungsweges ein neuer interaktiver Teletext „MHP“ mit Rückkanal, der über ein analoges Telefonmodem erfolgen sollte. Diese Technik wurde schon in den 1990er Jahren vom IRT Institut München entwickelt, zu einer Zeit, als ein interaktives Internet und Breitbandverbindungen noch weitgehend unbekannt waren. Wesentliches Element war dabei eine zentrale „OK Text“-Taste an der Fernbedienung, welche einen vereinfachten Produktkauf mit nur einem Tastendruck ermöglichte sollte.
Trotz eines sich eines bereits abzeichnenden signifikanten Rückganges der Festnetztelefonie startete der ORF mit diesem Konzept eines interaktiven Teletextes. Zertifizierte DVB-T (MHP) Decoder wurden dazu in ihrer Erstanschaffung gefördert, der mäßige Erfolg dieser Förderung war aber bereits Zeichen einer überholten Technologie aus einer Zeit vor dem Internet.
Zu Jahresanfang 2005 wurde die ORF-Sendertechnik in die Österreichische Rundfunksender GmbH ausgegliedert. Am 26. Oktober 2006 begann diese in den Landeshauptstädten mit der Ausstrahlung von DVB-T. Die erste Analogabschaltung fand am 5. März 2007 am Sender Pfänder statt, die letzte am 7. Juni 2011. Mit teilweise neuen, ergänzenden Anlagen wird nun an 320 Standorten über die erste Frequenz mit MUX-A ORF 1, zwei ORF-2-Bundesländer-Splittungen und ATV gesendet. 19 Anlagen bei den Landeshauptstädten übertragen zusätzlich über die zweite Frequenz mit MUX-B Puls 4, 3sat, ORF SPORT +, ORF III und ServusTV.
Vom 12. April 2010 bis Ende März 2013 fand ein Versuchsbetrieb für DVB-T2 auf Kanal 65 statt (siehe Österreichische Rundfunksender GmbH, Abschnitt DVB-T2). Im April 2013 startete DVB-T2 in Österreich im Regelbetrieb, siehe simpliTV.

## Jingle
In den 1970er und 1980er Jahren verwendete FS1 bei der Eröffnung Strauss’ Donauwalzer, FS2 Schuberts „Unvollendete“ als Erkennungsmelodie.